# Achille Belloguet
Pour les articles homonymes, voir Belloguet.
Achille Belloguet, né le 21 mai 1833 à Paris et mort le 25 mai 1884 à Bruxelles, est un dessinateur, lithographe et artiste peintre français, principalement connu pour ses illustrations, caricatures et dessins humoristiques.

## Biographie
Né le 21 mai 1833 dans l'ancien 1er arrondissement de Paris, Victor-Achille Belloguet est le fils de Jeanne Belloguet, née Bibal, et de Jean-Baptiste Belloguet
Le 17 août 1853, il épouse Louise-Marie Brard. Il est alors mentionné comme « dessinateur lithographe » et habite au no 8 de la rue Garancière. Leurs fils, Paul (1854-1917) et Léon (1859-19..), seront également connus comme dessinateurs.
Sous le Second Empire puis dans les années 1870, Achille Belloguet réalise de nombreux dessins et lithographies qu'il signe « A. Belloguet ». Il dessine notamment de nombreuses affiches et affichettes de romans populaires. En tant que dessinateur humoristique, il collabore au Monde comique, au Monde pour rire, au Journal amusant, à La Chanson illustrée, à La Chronique illustrée,  à L'Esprit follet, à L'Éclipse, à Guguss'!!!, au Grelot, au Petit Journal pour rire et au Cri-Cri.
En 1863, il expose un dessin au Salon des refusés. Il habite alors au no 5 de la rue du Pont-de-Lodi.
Pendant la Guerre franco-allemande de 1870 et après la chute de l'empire, il publie, en octobre 1870, Pilori-Phrénologie, une série de charges féroces contre les personnalités du régime déchu ou de la réaction. Il réside à cette époque au no 13 de la rue des Fontaines-du-Temple, d'où il adresse une lettre ouverte de soutien au maire républicain du 3e arrondissement, Bonvalet.
Après la guerre et la Commune, Achille Belloguet émigre en Belgique. Entre 1872 et 1875, il y illustre La Rénovation, l'hebdomadaire du chanoine Xavier Mouls, un prêtre français passé du catholicisme au vieux-catholicisme et exilé en Belgique.
Achille Belloguet, « artiste peintre », meurt le 25 mai 1884 en son domicile bruxellois du boulevard Anspach.

Quelques œuvres d'A. Belloguet
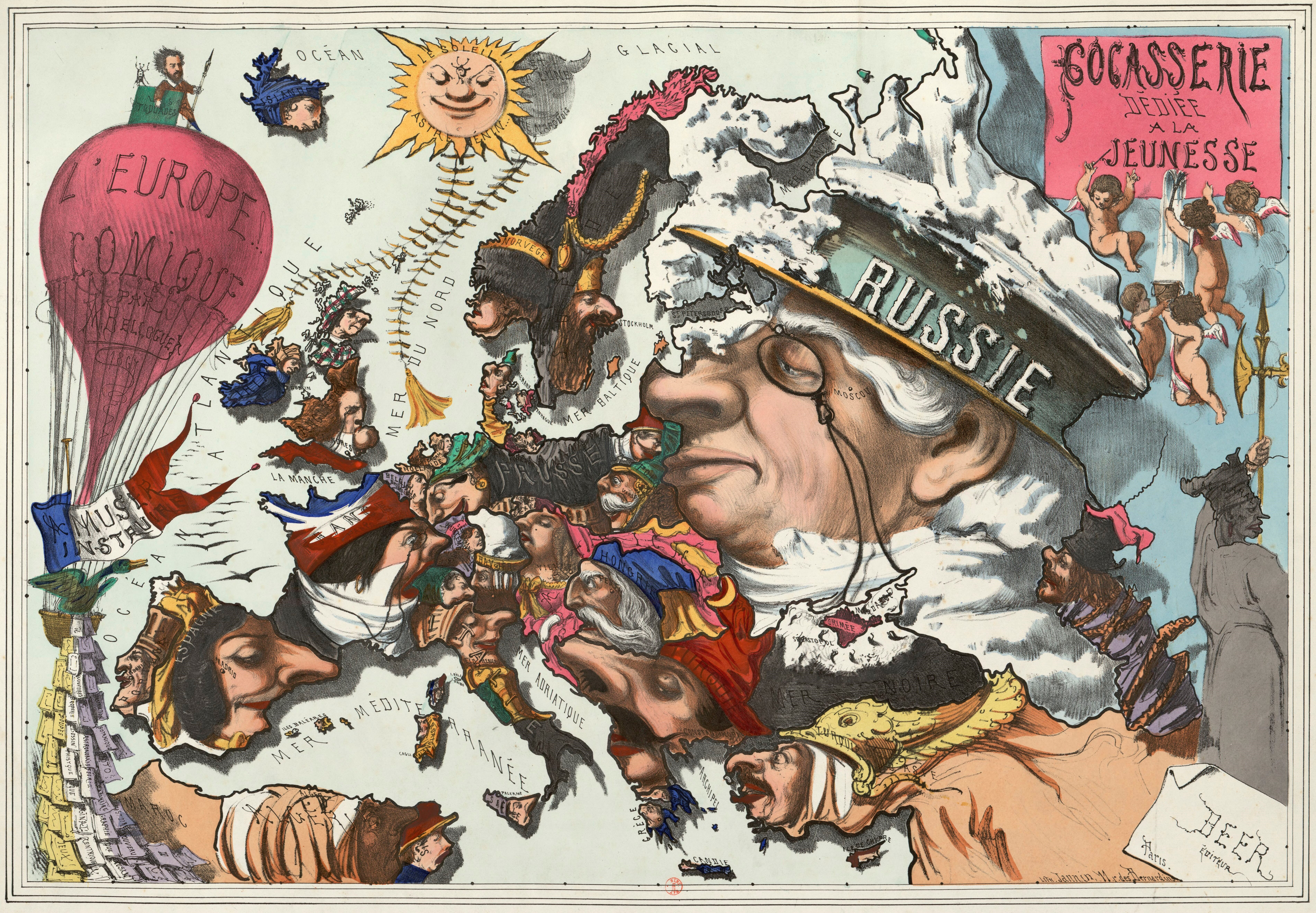
L'Europe comique (1867).
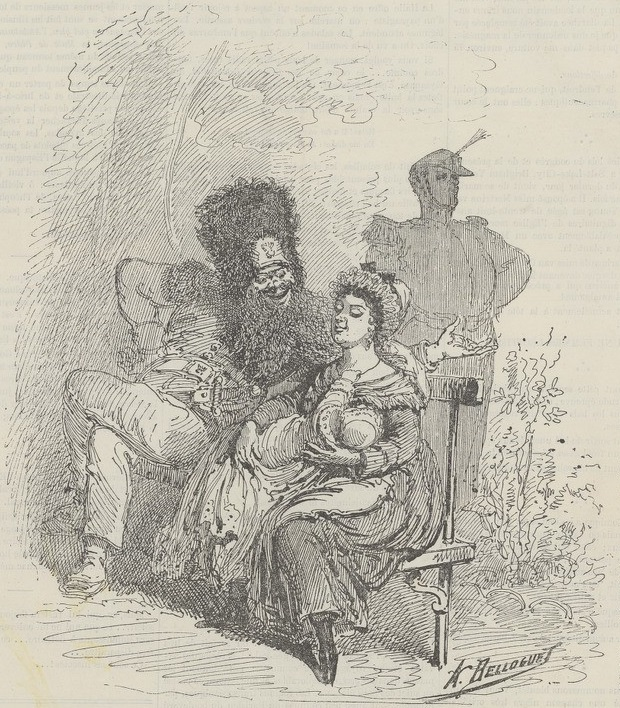
Le sapeur Ducroquet et Ursule (Le Monde pour rire, 21 mars 1868).
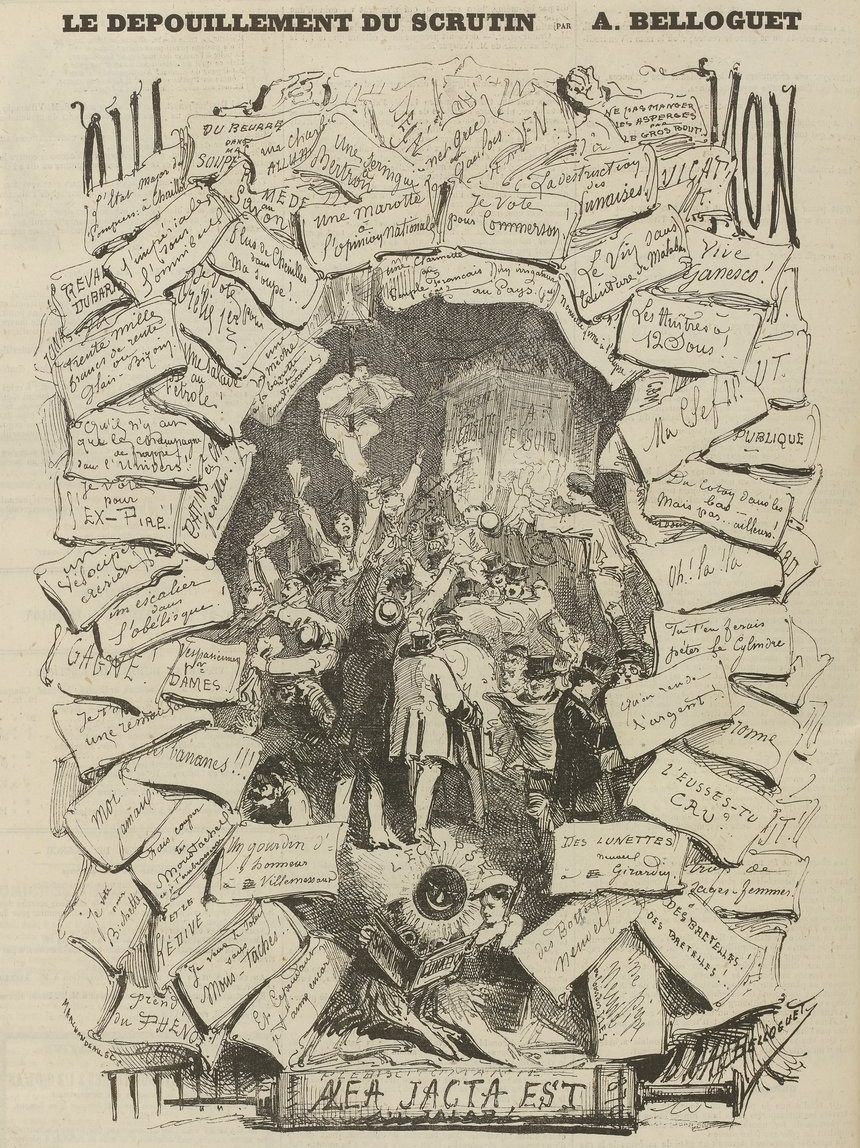
« Le dépouillement du scrutin » (L'Éclipse, 15 mai 1870).
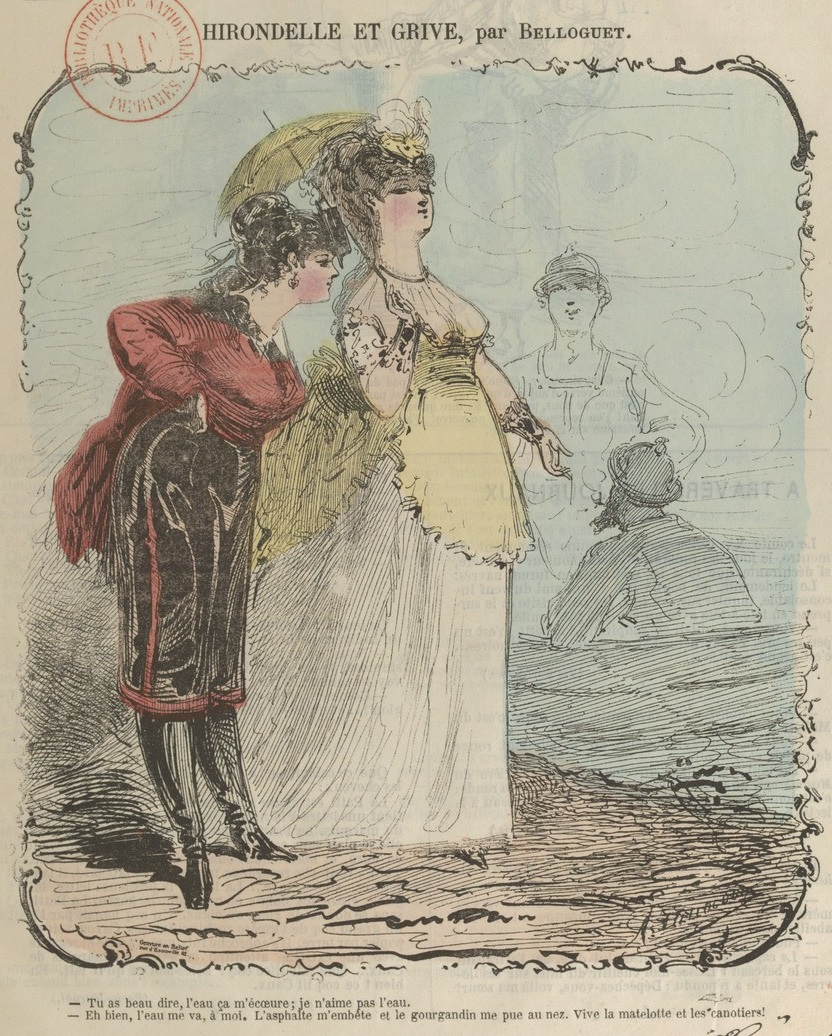
« Hirondelle et grive » (Le Monde comique no 64, juin 1870).
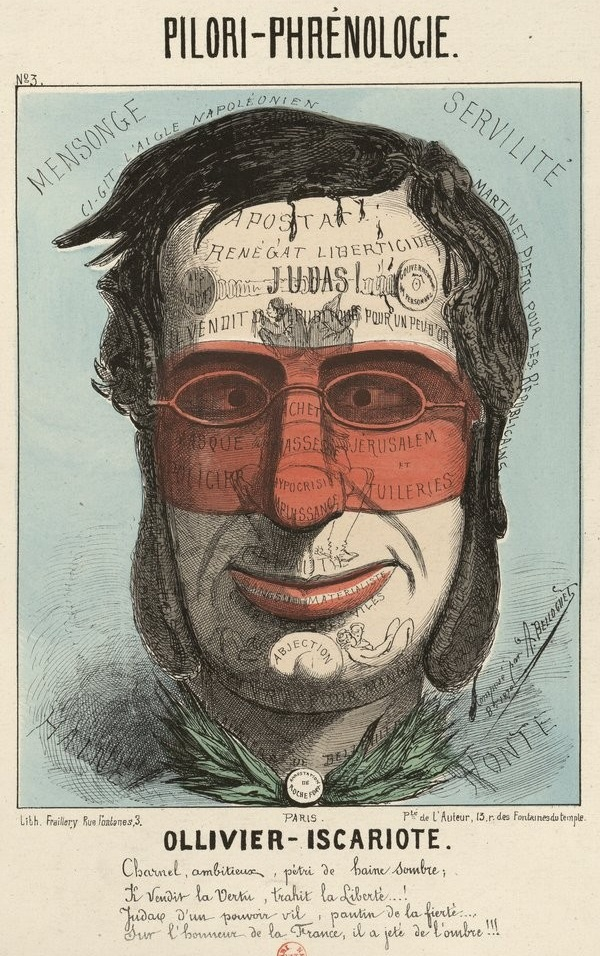
Caricature d'Émile Ollivier (Pilori-Phrénologie no 3, octobre 1870).
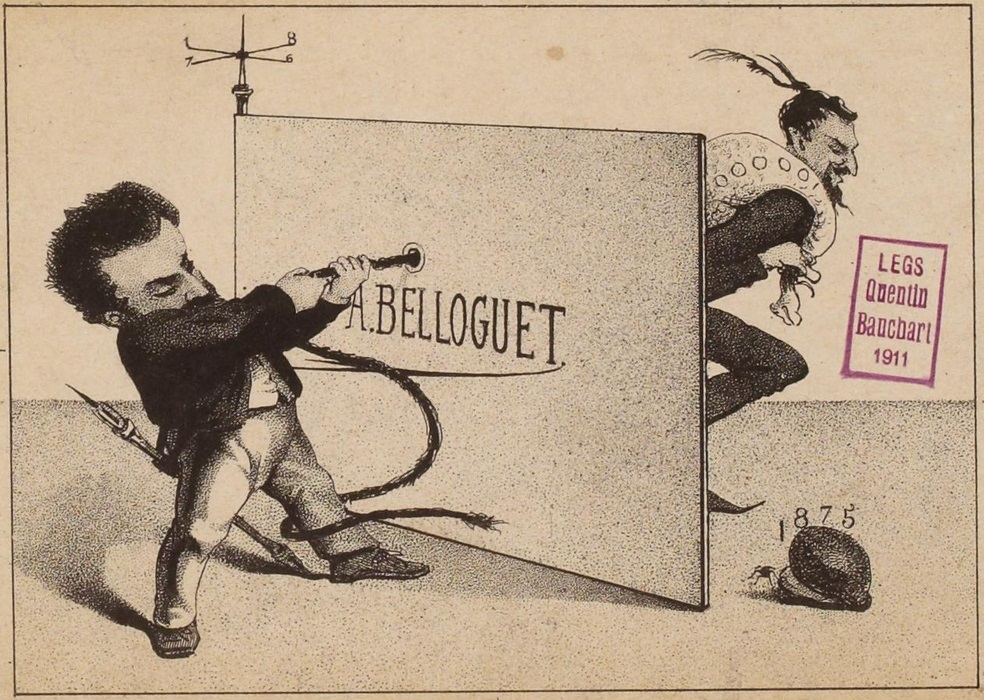
Autoportrait de Belloguet tirant le diable par la queue (carte de visite ou de vœux, 1875).
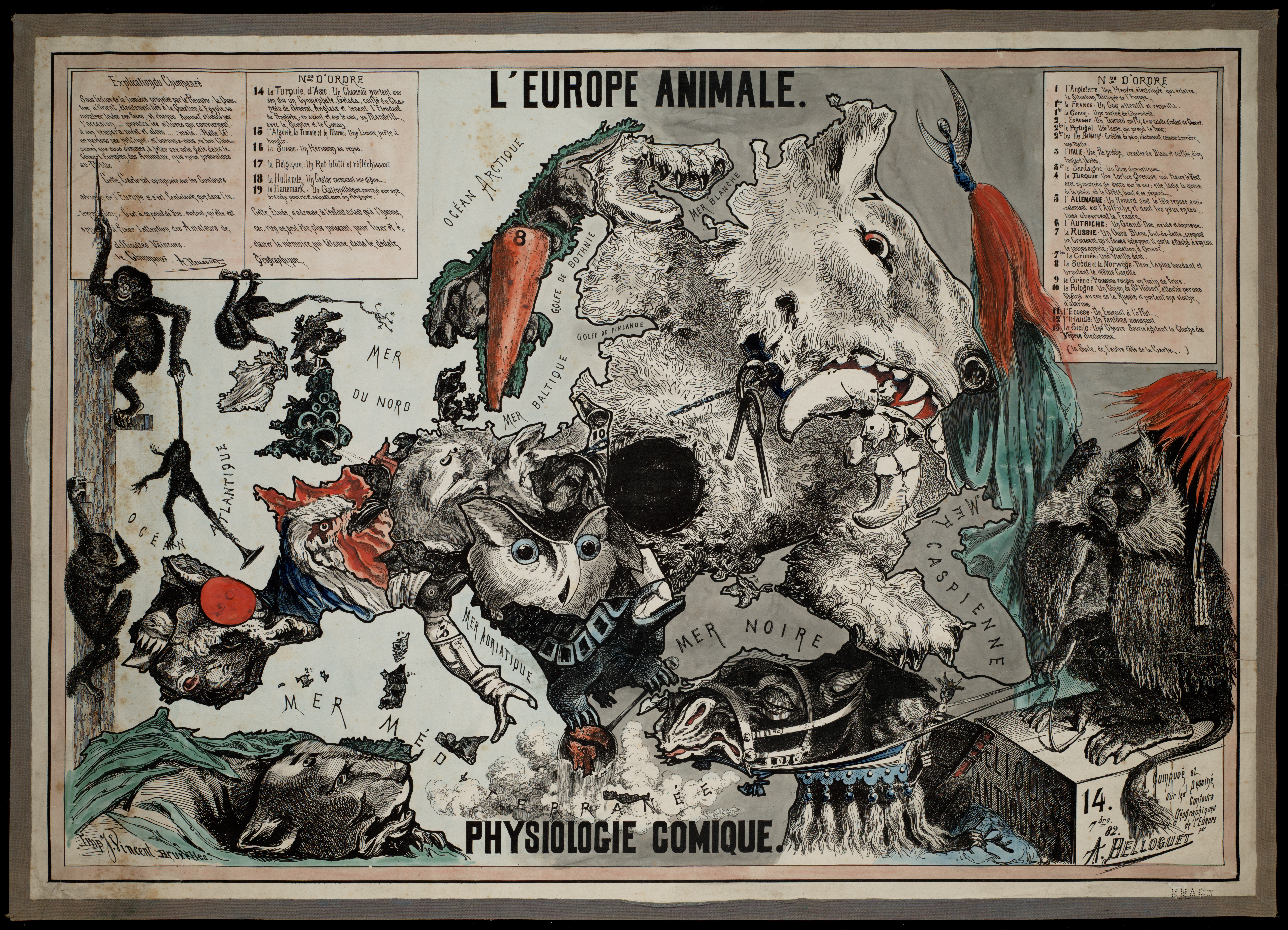
L'Europe animale (1882).